# Mordacia
Mordacia – rodzaj minogów z monotypowej rodziny Mordaciidae, wcześniej klasyfikowanej w randze podrodziny Mordaciinae w obrębie minogowatych (Petromyzontidae). Obejmuje gatunki anadromiczne i słodkowodne, pasożytujące i niepasożytujące. Występują na półkuli południowej.

## Klasyfikacja
Gatunki zaliczane do tego rodzaju:
- Mordacia lapicida
- Mordacia mordax
- Mordacia praecox – minóg australijski[4]

Gatunkiem typowym rodzaju jest Petromyzon mordax (M. mordax).